# 莎拉·李 (摔角手)
莎拉·李（英語：Sara Ann Lee，1992年6月7日—2022年10月6日）是一名美國電視名人和職業摔角選手，因她於2015年至2016年期間在美國推廣公司WWE的工作而知名。2015年，李是WWE比賽《Tough Enough》第六季的女冠軍，獲得與WWE一年的合同。

## 早期生活
李於1992年6月7日在密歇根州霍普鎮出生和長大。她花了一段時間參加競技舉重。她於2010年從梅里迪安高中畢業，並繼續在密歇根州貝城的德爾塔學院學習診斷醫學超聲學。

## 職業生涯
2015年6月，李是WWE比賽《Tough Enough》第六季的13名決賽選手之一。在整個比賽過程中五次面臨被淘汰的風險後8月25日，李被粉絲投票選為獲勝者之一，與布朗森·馬修斯一起獲得WWE 25萬美元的一年期合同。在決賽中，李的擂台名為霍普（Hope），並在單打比賽中輸給艾莉莎·法克斯。。
2015年9月，李被分配到WWE的發展領域NXT，位於佛羅里達州奧蘭多的WWE表演中心開始訓練。恢復真名後，李在2016年1月16日的現場活動中首次為NXT出場，在那裡她發表了一個跟風的宣傳片。在1月30日的現場活動中，她在一場6人的Diva標籤組比賽中首次登場，這場比賽也有同為《Tough Enough》選手的曼蒂·羅斯參加2016年9月30日，李被解除與WWE的合同。

## 個人生活及逝世
李居住在佛羅里達州奧蘭多。2017年12月30日，她與前WWE摔角手韋斯利·布萊克結婚。他們的女兒於2017年5月1日出生。他們的第一個兒子於2019年2月27日出生，第二個兒子於2021年出生。
李於2022年10月6日逝世，享年30歲。她的死因尚未公開披露。

## 錦標賽和成就
- WWE
  - 《Tough Enough（英语：WWE Tough Enough）》－與布朗森·馬修斯（英语：Bronson Matthews）

## 外部連結
- 莎拉·李的X（前Twitter）
- 莎拉·李的Instagram帳戶